# Isla San José
Isla San José – druga pod względem wielkości wyspa w archipelagu Wysp Perłowych o powierzchni 44 km². Znajduje się na niej kilkadziesiąt plaż pomiędzy skalistym wybrzeżem. Fauna obejmuje m.in. dziki i jelenie.

## Poligon doświadczalny
W 1943 roku Stany Zjednoczone wydzierżawiły wyspę od rządu Panamy i zlokalizowały na niej poligon doświadczalny do testowania broni chemicznej, który był wykorzystywany przez Chemical Warfare Service i National Defense Research Committee oraz Wielką Brytanię i Kanadę. Lokalizacja została wybrana ze względu na duże podobieństwo pomiędzy lasami na wyspie i tymi w rejonach walk z Japonią, co umożliwiało badanie działania broni chemicznej w warunkach tropikalnych, ale także zagrożeń dla żołnierzy w skażonej dżungli i możliwości użycia w tych warunkach rur Bangalore oraz sposobów odkażania wody. Do 1947 roku, w którym zakończono badania na wyspie, wykonano przynajmniej 128 testów z użyciem ponad 31 tysięcy pocisków chemicznych (1000-funtowych bomb AN-M79 z fosgenem lub chlorocyjanem oraz 115-funtowych bomb M70 z iperytem siarkowym). Część broni chemicznej mogła zostać zatopiona w pobliżu wyspy.

## Porzucona broń chemiczna
W 1998 roku odkryto na wyspie porzuconą broń chemiczną, której Stany Zjednoczone nie zadeklarowały, przystępując rok wcześniej do Konwencji o zakazie broni chemicznej, co wywołało szereg zarzutów o złamanie przez USA zapisów Konwencji. Podawano informacje o możliwych ponad 3 tysiącach pocisków chemicznych, których amerykańska armia nie usunęła z wyspy. Władze panamskie zgłosiły porzuconą broń chemiczną na swoim terytorium Organizacji ds. Zakazu Broni Chemicznej (OPCW), a inspekcje tej organizacji potwierdziły obecność ośmiu sztuk amunicji chemicznej (sześciu bomb AN-M79 zawierających prawdopodobnie fosgen, jednej bomby AN-M78 mającej zawierać chlorocyjan i jednego pustego zbiornika M1A1). Początkowo Stany Zjednoczone odmówiły usunięcia tych pocisków, oferując w zamian odpowiednie wyposażenie i wyszkolenie, na które strona panamska nie zgodziła się. W 2017 roku władze obu państw porozumiały się w sprawie usunięcia porzuconej broni chemicznej. We wrześniu i październiku tego samego roku specjaliści z CBRNE Analytical and Remediation Activity-East wraz z żołnierzami 2nd Chemical Battalion i 48th Chemical Brigade wojsk lądowych Stanów Zjednoczonych przeprowadzili badania ujawnionej amunicji chemicznej, które potwierdziły, że jeden pojemnik był pusty i nie stwarzał zagrożenia, natomiast w przypadku pozostałych siedmiu sztuk amunicji potwierdziły wcześniejsze przypuszczenia inspektorów OPCW. Amunicja została następnie zniszczona przy użyciu materiałów wybuchowych w czasie pory deszczowej, aby zmniejszyć negatywne oddziaływanie na środowisko.